# Baleix
Baleix är en kommun i departementet Pyrénées-Atlantiques i regionen Nouvelle-Aquitaine i sydvästra Frankrike. Kommunen ligger i kantonen Montaner som tillhör arrondissementet Pau. År 2022 hade Baleix 131 invånare.

## Befolkningsutveckling
Antalet invånare i kommunen Baleix
| Referens: INSEE |